# Wilmington Beach
Wilmington Beach es un área no incorporada ubicada del condado de New Hanover en el estado estadounidense de Carolina del Norte.